# Besheerpolder
De Besheerpolder is een voormalig waterschap in de Nederlandse provincie Groningen.
Het waterschap was gelegen ten zuiden van Visvliet, tussen het Besheersdiep, waar het zijn naam aan ontleende, en de Stationsweg. Aan de zuidgrens werd het begrensd door het toenmalige Hoendiep (het tegenwoordige Van Starkenborghkanaal).
De in 1969 gesloopte molen van de polder sloeg uit op het Besheersdiep.
Waterstaatkundig gezien ligt het gebied sinds 2000 binnen dat van het wetterskip Fryslân.